# Hamza El Din
Hamza El Din (10 de julio de 1929 – 22 de mayo de 2006) fue un compositor de Nubia, intérprete de laúd árabe, tar, y cantante.

## Primeros años
Nació en la villa de Toshka, cerca de Wadi Halfa en el sur de Egipto, originalmente estudió para ser ingeniero eléctrico. Después de trabajar en El Cairo para el Ferrocarril Nacional de Egipto, El Din cambió de dirección y comenzó a estudiar música en la Universidad de El Cairo, continuando sus estudios en la Academia Nacional de Santa Cecilia en Roma; también estudió en el Instituto de Música Ibrahim Shafiq y el King Fouad Institute for Middle Eastern Music,gracias a una subvención del gobierno viajó por Egipto recolectando canciones populares. Sus actuaciones atrajeron la atención de Grateful Dead, Joan Baez, y Bob Dylan en los años 1960s, que lo condujo a un contrato de grabación y a su eventual emigración a los Estados Unidos. Como muchos territorios de la Nubia egipcia, su villa natal de Toshka fue inundada debido a la construcción de la Presa de Asuán en los años 1960s.

## Carrera
Después de su aparición en el Festival de Folk de Newport en 1964, grabó dos álbumes para Vanguard Records lanzados entre 1964–65; su grabación de 1971 Escalay: The Water Wheel (Escalay: La rueda de agua) es reconocida como una de las primeras grabaciones de world music en ganar un amplio reconocimiento en el oeste, y fue reconocida como una influencia por algunos compositores minimalistas estadounidenses, tales como Steve Reich y Terry Riley así como el percusionista de Grateful Dead Mickey Hart. Él también hizo presentación con Grateful Dead, más notoriamente durante sus conciertos de Egipto de 1978. En este periodo, él también fue mentor de algunos músicos, incluyendo a Sandy Bull. Después, lanzó álbumes para Lotus Records y Sounds True. Su álbum Eclipse fue producido por Mickey Hart. Tuvo una presentación con Kronos Quartet en un arreglo de Escalay en 1992. Sus piezas fueron ocasionalmente utilizadas en espectáculos de ballet y obras de teatro.
El Din tuvo algunos puestos de enseñanza en etnomusicología en los Estados Unidos durante los años 1970s, 1980s y 1990s en la Universidad de Ohio, Universidad de Washington, y la Universidad de Texas en Austin, estableciéndose finalmente en Oakland, California, después de estudiar biwa en Tokio, Japón, durante los años 1980s. En 1999 lanzó su último álbum, "A Wish".

## Muerte
Murió el 22 de mayo de 2006, después de complicaciones posteriores a una cirugía por una infección en la vesícula biliar en un hospital en Berkeley, California. Le sobrevivió su esposa, Nabra.

## Discografía
- 1964 – Newport Folk Festival 1964. Evening Concerts, Vol. 2. "Desse Barama [Peace]"
- 1964 – Music of Nubia
- 1965 – Al Oud
- 1971 – Escalay: The Water Wheel
- 1978 – Eclipse
- 1982 – A Song of the Nile
- 1990 – Journey
- 1990 – Nubiana Suite: Live in Tokyo
- 1992 - Pieces of Africa. "Escalay: The Water Wheel" con el Kronos Quartet
- 1995 – Lily of the Nile
- 1996 – Available Sound: Darius
- 1996 – Muwashshah
- 1999 – A Wish

### Obituarios
- Obituario desde The New York Times, 25 de mayo de 2006
- Obituario desde San Francisco Chronicle, 26 de mayo de 2006
- Obituario desde Los Angeles Times, 30 de mayo de 2006
- Obituario desde The Guardian, 30 de mayo de 2006
- Memoria por Joseph Rowe, estudiante y amigo de Hamza El Din
- Washintunes - In Memoriam: Hamza El-Din, 25 de mayo de 2006

### Video
- Hamza El Din videos del sitio de Robert Garfias

- Datos: Q690474